# Orchesia alphabetica
Orchesia alphabetica is een keversoort uit de familie zwamspartelkevers (Melandryidae). De wetenschappelijke naam van de soort werd in 1925 gepubliceerd door Arthur Mills Lea.